# Zarina
A Zarina arab-perzsa eredetű női név, jelentése arany.

## Gyakorisága
A teljes népességre vonatkozóan Zarina a 2000-es években és a 2010-es években sem szerepelt a 100 leggyakrabban viselt női név között.

## Névnapok
- június 19.
- október 4.

## Híres Zarinák
- Zarina Dias kazah teniszezőnő